# Exoenzyme

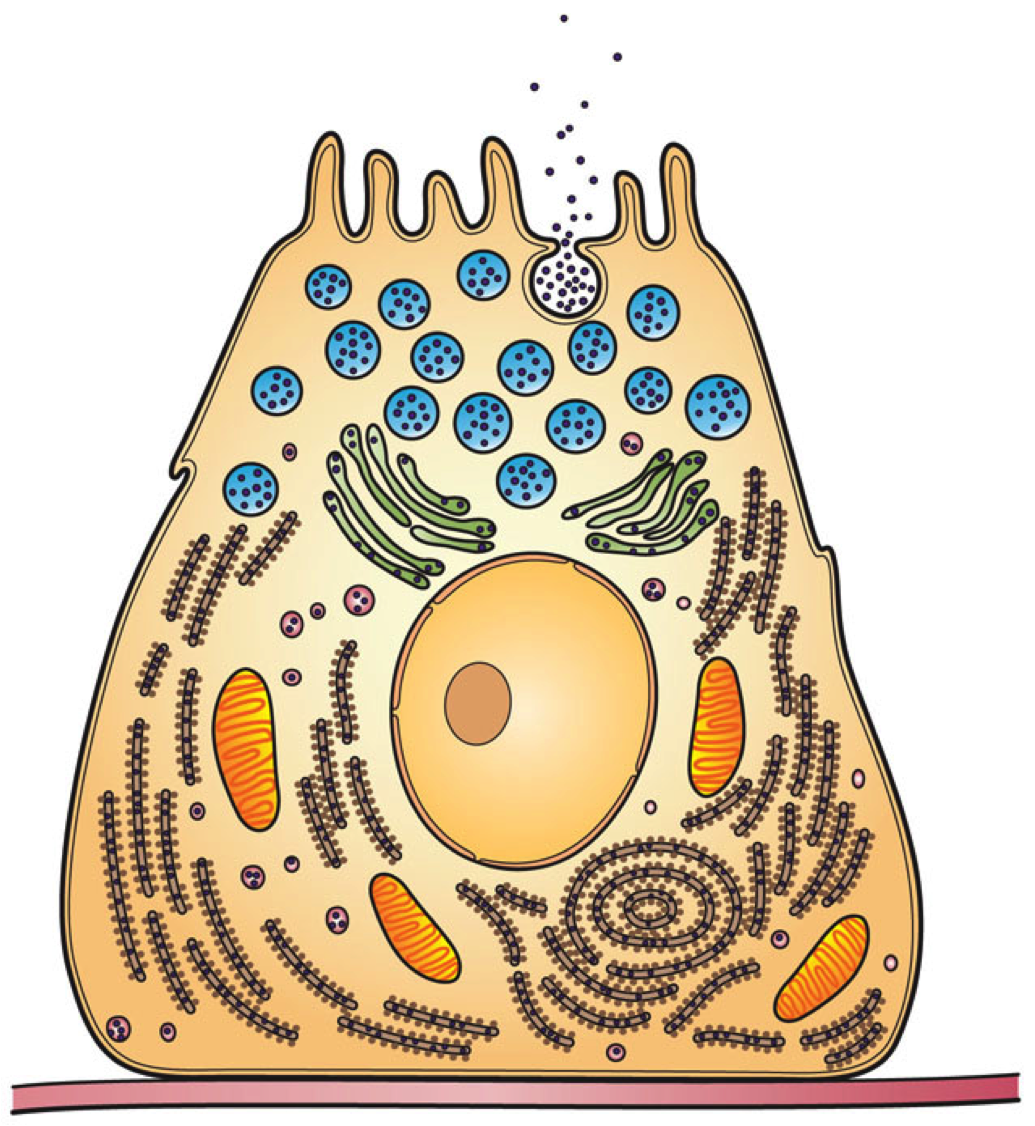
Dessin d'une cellule qui secrète des enzymes.

Une exoenzyme, ou enzyme extracellulaire, est une enzyme qui est sécrétée par une cellule et qui fonctionne en dehors de celle-ci, dans le milieu extracellulaire. Ces enzymes se retrouvent impliquées dans la dégradation de macromolécules qui ne pourraient entrer dans la cellule autrement.
Ce terme fait aussi souvent référence aux enzymes hydrolytiques digestives sécrétées par les champignons.
Exemple d'exoenzymes :
- amylase ;
- ECA : synthèse d'angiotensine-II ;
- lipoprotéine lipase : relargage de lipides à partir de lipoprotéines circulantes ;
- enzymes digestives : dégradation des nutriments ingérés ;
- quelques facteurs de coagulation, exemple : thrombine.